# 莫蘭鎮區 (明尼蘇達州托德縣)
莫蘭鎮區（英語：Moran Township）是位於美國明尼蘇達州托德縣的一個行政鎮區，於1877年設立。

## 地方資料
莫蘭鎮區的面積為93.28平方千米，當中陸地面積為92.02平方千米，而水域面積為1.26平方千米。根據2020年美國人口普查的數據，當地共有人口489人，而人口密度為每平方千米5.24人。